# Jaume Cruells Folguera
Jaume Cruells Folguera   (Barcelona, 11 d'abril de 1906 - Barcelona, 21 de juliol de 1968) fou un waterpolista català que va competir entre 1922 i 1948.
Fou vint-i-quatre vegades internacional amb la selecció espanyola i va prendre part en dues edicions dels Jocs Olímpics. El 1924, a París, fou vuitè en la competició de waterpolo, mentre el 1928, a Amsterdam, fou novè en la mateixa competició.
Membre del Club Natació Barcelona, en el seu palmarès destaquen tres Campionats d'Espanya (1945, 1947, 1948) i sis de Catalunya (1921 a 1926, 1930, 1931, 1934, i 1945).
En retirar-se passà a exercir càrrecs directius a la Federació Catalana de Natació, alhora que exercí de cronista de natació des de les pàgines del Mundo Deportivo i El Noticiero Universal.